# J-WAVE TOKYO MORNING RADIO
J-WAVE TOKYO MORNING RADIO（ジェイウェーブ・トウキョウ・モーニング・レディオ）はJ-WAVEが放送しているラジオ番組。2009年4月1日放送開始。

## 概要
2009年3月まで放送されていた「WAKE UP TOKYO」の6時台と、「J-WAVE GOOD MORNING TOKYO」の放送枠を統合する形で、2009年4月に放送を開始した番組である。（「WAKE UP TOKYO」の5時台だった枠は「J'S SELECTION」､「ZAPPA」→「JUST A LITTLE LOVIN'」となった）。
ナビゲーターはJ-WAVE GOOD MORNING TOKYOに引き続き別所哲也が担当。この改編によりJ-WAVEの朝のワイド番組が2004年3月末以来5年ぶりに6時00分開始となり、6時00分の「Singin' Clock」も復活することとなった。
タイムテーブル上の終了時刻は9時となっており、2017年3月末までは前身の「J-WAVE GOOD MORNING TOKYO」と同様に、次の時間帯の番組（2017年3月終了当時は「POP UP!」）とのクロストークを行っていたため、放送終了がずれ込む場合もあったが、現在J-waveのすべての生放送番組でクロストークは行っておらず、次の番組ナビゲーターに呼びかけて、その返事を紹介してから正時前に番組を終えている。9時から放送する地方コミュニティFM局に配慮して、また、番組ごとに配信枠が切り替わるradikoに配慮してのことと思われる。
また、時期は不明だが、「おはようございます」と言う表現を、「おはようモーニング」と変えている。これに併せる形で番組のTwitterハッシュタグも「#ohayomorning」となっている。
オープニングは何度かの変更を経て80kidzの「Weekend Warrior」がBGMとして使われていたが、2023年10月からは藤本陸斗による新テーマミュージックが使用されている。また、番組内で流れるジングルのなかには、TENDREや森大翔、Kenta Dedachi、浪岡真太郎（Penthouse）など、ゲストや代理ナビゲーターとして出演したアーティストが制作した物がある。2024年10月には北村蕗による番組ソング「High Light」が制作されている。
2016年8月頃からは主に毎週火曜日にPeriscopeで動画のライブ配信も行っている。また、2018年2月19日からはAbemaTVのAbemaRADIOチャンネルでもサイマル配信を行う。
ビデオリサーチが行う2018年2月度の聴取率調査の中にある「最高聴取率ランキング（15分単位）」で同率5位となるなど好調。
年に数回、舞台公演など別所の仕事の関係でJAPAN FM LEAGUE系列局のスタジオを借りて放送することがあり、大阪から放送される場合はFM802のスタジオを借りる。2022年1月24日 - 27日は公演が福岡であったこともありCROSS FMのスタジオから放送した。いずれも各スタジオからの裏送りであり、大阪や福岡では放送されておらず、それがてらの番組に出演することもない。

### オープニングの流れ
前番組同様にオープニングでシャウトをいれている。これは当該時間帯で初期に放送された『TOKIO TODAY』でジョン・カビラが行っていたもので、前番組の『GOOD MORNING TOKYO』をカビラから引き継ぐ際に時報代わりのシャウトも引き継いだ。
6時00分・7時00分・8時00分（大体固定化されている）に、番組オープニング曲が流れ、「○○ Morning!!」とシャウトが入る。○○には英語読みの曜日、「月曜＝Monday」「火曜＝Tuesday」「水曜＝Wednesday」「木曜＝Thursday」を挿入する。基本的に曜日読みのday部分およびnin部分を延ばして、リバーブやディレイ等のエコー類でアクセントをつけている。エコー類のかかり方や別所ののばし方止め方は日によって変わる。
Weekend Warriorにテーマソングが変わったころから、このシャウトに「目覚めるのじゃ!」などのコメントをつけることが多い。2021年頃からはこのコメントが6時「目覚めるの〜じゃっ！」、7時「船が出るぞ〜」→「出発進行〜！」、8時「開けゴマ！」→「十人十色」と続くようになった。
（例）「Mondaaaaaay Mo Morniiiiiing!! 目覚めるの〜じゃっ！」
なお、お留守番ナビゲートの際は金曜日の当該時間帯に放送される『〜JK RADIO〜TOKYO UNITED』とは違い、このシャウトは引き継がれない。事前収録による「お留守番、お願いMorniiiiiing!! よろしく〜ねっ！」が流れ、その後お留守番ナビゲーターが登場する。

## 放送・配信時間
ラジオ
- J-WAVE 月曜-木曜日 6:00-9:00

### 過去
インターネット配信
- AbemaRADIO 月曜-木曜日 6:00-9:00 (2018年2月19日 - 2018年9月27日)
- Periscope 月曜-木曜日 6:00-9:00 (2016年8月 - )

## ナビゲーター
- 別所哲也

### お留守番ナビゲーター
当番組では別所が休演する際の代役を「お留守番ナビゲーター」と称し、基本的にJ-WAVEでナビゲーター経験があるか、現役でナビゲートしている出演者が担当する。かつては単独で行うことが多かったが、2020年以降は有識者にも任せることとなり、ツインナビゲートとなることが多い。
- サッシャ
- ショーンK
- 柳井麻希
- 七尾藍佳
- TENDRE
- 小林麗菜
- nico
- 山中タイキ
- 南沢奈央
- 小林涼子

ほか

## 主なコーナー
2025年4月現在。
- 6:15 MORNING CHARGE
- 6:30 FEEL LIKE JAZZ
- 6:50 SUNSTAR PLEASURE PICK UP!
- 7:10 WORLD FUNK
- 7:18 GLOBAL SCALE
- 7:40 UPDATES TODAY
- 7:45 RECONNECTING TO MUSIC
- 8:05 MORNING CLASSIC
- 8:15 Lenovo Pro LIGHT UP YOUR BUSINESS
- 8:35 MORNING INSIGHT

### MORNING CLASSIC
2013年4月放送開始。毎週1つのテーマに沿ってクラシックソムリエの田中泰が選曲し、彼による解説とともにクラシックの名曲を送る。
また、コーナーの締めくくりには瀬戸内寂聴による「今日と言う日に向き合う力を与えてくれる言葉」が放送された。2021年11月の寂聴の死去以降は関係者の承諾を得る形で生前収録した言葉を2022年3月末まで放送。同年4月からは松山大耕（妙心寺退蔵院副住職）による「朝のひと時に心を軽くする目覚めのコラム」が放送されている。

### LIFE IS BEAUTIFUL
『Wellith LIFE IS BEAUTIFUL』は、2015年4月1日から同年9月30日まで8時15分頃から放送されていたラジオドラマ。後日J-WAVEのYoutubeアカウント「J-WAVE CHANNEL」より過去の放送回が公開されていた。脚本は伴一彦、音楽は横田明紀男が担当。
2015年2月11日の『J-WAVE HOLIDAY SPECIAL Wellith presents LIFE IS BEAUTIFUL』の中で放送されたリーディングドラマが本作のパイロット版にあたる（連続ドラマ版の主要登場人物である高野家の3人と柴田家の2人が登場している）。
連続ドラマ版では東京のマンションを舞台に高野家の日常に起こる様々な出来事を描くショートストーリーを放送していた。

#### 登場人物
高野未来 （たかの みらい）
演 - 戸田菜穂
高野良平 （たかの りょうへい）
演 - 田口浩正
高野光 （たかの あかり）
演 - 美山加恋
柴田今日子 （しばた きょうこ）
演 - 佐藤仁美
柴田毅（しばた たけし）
演 - 中尾明慶
高野しのぶ（たかの しのぶ）
演 - 丘みつ子
須藤香織（すどう かおり）
演 - 井森美幸
山田太郎（やまだ たろう）
演 - 石井正則
美波瞳（みなみ ひとみ）
演 - 白鳥久美子
喜多眉（きた まゆ）
演 - 佐津川愛美
内田弘（うちだ ひろし）
演 - 木村了
鈴村幸三（すずむら こうぞう）
演 - 大和田伸也
内田幾代 （うちだ いくよ）
演 - 馬渕英俚可
青木光 （あおき あかり）
演 - 優香

### MEET AT BOOK CAFE
2015年3月31日まで8時10分頃から放送されていた『MEET AT BOOK CAFÉ』は、J-WAVEの他FM802の『TACTY IN THE MORNING』でも放送されていた箱番組。BSフジの『原宿ブックカフェ』との連動企画を放送していた。
曜日別コーナー
- 月曜日 「新刊紹介」

書店店主などを招いてオススメの新刊を紹介する。
- 火曜日 「人生を変えた一冊」

ゲストを招いてそのゲストの人生に大きな影響を与えた一冊を紹介してもらう。
- 水曜日 「コンクラーベ」

2人のゲストが1分の持ち時間でオススメの一冊（初期は音楽や映画もあった）のプレゼン（ビブリオバトルのアレンジ版）を行い、火曜日から引き続き登場するメインゲストがどちらが良かったか選択する。コーナー名のコンクラーベは「コンテンツを比べる」の意。『原宿ブックカフェ』でも放送される。
- 木曜日 「ブック・サロン」

『原宿ブックカフェ』のコーナー「ブック・サロン」（作家をゲストに招いたトークショー）のダイジェストを放送している。進行役は川端健嗣、池澤春菜。

### その他
毎年3月11日と9月1日には8時45分頃より「ラジオ災害情報交差点」を放送するため、当該日の放送はMORNING INSIGHTを休止し、8時51分頃のHeadline Newsの放送時間を繰り上げるなど、通常とは異なる編成になる。また、通常この企画には、参加各局ごとに専任の災害パーソナリティ（またはアナウンサー）が出演しているが、専任者がいないJ-WAVEからは当該時間帯のナビゲーターが出演するため、基本的に月曜から木曜は別所が担当する。ただし、別所の休暇中に放送される場合は当該時間帯のJ-WAVE LIFE INFORMATION担当アナウンサーが代わりに出演する。